# Canoagem nos Jogos Pan-Americanos de 2007 - C-1 1000 m masculino
A competição de C-1 1000 metros masculino foi um dos eventos da canoagem nos Jogos Pan-Americanos de 2007, realizado no Estádio de Remo da Lagoa nos dias 25 e 27 de julho. 12 atletas disputaram a prova.

## Medalhistas
| Ouro   | MEX José Cristóbal Quirino |
| Prata  | CUB Reydel Ramos           |
| Bronze | CAN Benjamin Russell       |

## Resultados
Os doze competidores foram divididos em duas séries na primeira fase. Os três melhores em cada série se classificaram para a final e os restantes disputaram a semifinal. Os três primeiros na semifinal juntam-se aos anteriormente classificados na final.

### Eliminatórias
A primeira fase foi disputada em 25 de julho.
| 1 | MEX José Cristóbal Quirino   | 4m09s232 | QF |
| 2 | BRA Nivalter Santos de Jesus | 4m11s034 | QF |
| 3 | CAN Benjamin Russell         | 4m19s094 | QF |
| 4 | COL Andrés Escamilla Ospina  | 4m34s676 | QS |
| 5 | GUA Juan Arochelantan        | 4m45s066 | QS |
| 6 | URU Guillermo Giorgi         | 5m26s314 | QS |

| 1 | CUB Reydel Ramos     | 4m13s171 | QF |
| 2 | CHI Jhonnathan Tafra | 4m16s059 | QF |
| 3 | VEN Eduard Paredes   | 4m23s075 | QF |
| 4 | ECU Ossian Frydson   | 4m43s599 | QS |
| 5 | USA Robert Finlayson | 4m53s727 | QS |
| 6 | ARG Leonardo Niveiro | 4m55s415 | QS |

### Semifinal
A semifinal foi disputada em 25 de julho.
| Pos. | Atleta                      | Tempo    | Q  |
| ---- | --------------------------- | -------- | -- |
| 1    | ARG Leonardo Niveiro        | 4m18s224 | QF |
| 2    | USA Robert Finlayson        | 4m20s690 | QF |
| 3    | COL Andrés Escamilla Ospina | 4m22s428 | QF |
| 4    | ECU Ossian Frydson          | 4m25s350 |    |
| 5    | GUA Juan Arochelantan       | 4m33s942 |    |
| 6    | URU Guillermo Giorgi        | 5m46s578 |    |

### Final
A final foi disputada em 27 de julho.
| Pos.   | Atleta                       | Tempo    |
| ------ | ---------------------------- | -------- |
| Ouro   | MEX José Cristóbal Quirino   | 4m01s532 |
| Prata  | CUB Rydell Ramos             | 4m06s102 |
| Bronze | CAN Benjamin Russell         | 4m09s598 |
| 4      | CHI Jhonnathan Tafra         | 4m13s390 |
| 5      | BRA Nivalter Santos de Jesus | 4m17s502 |
| 6      | USA Robert Finlayson         | 4m22s870 |
| 7      | VEN Eduard Paredes           | 4m24s560 |
| 8      | COL Andrés Escamilla Ospina  | 4m33s852 |
| 9      | ARG Leonardo Niveiro         | 4m35s830 |